# André du Bouchet
André du Bouchet, nascut a París el 7 de març 1924 i mort el 19 d'abril 2001 a Truinàs (Drôme), és un poeta francès.
La seva poesia exigent, refractària a qualsevol regimentació, segueix l'estela de Stéphane Mallarmé i s'acosta a la de Pierre Reverdy o René Char; s'obre a un paisatge en el qual l'home vaga, hieràtic i alhora central.